# Jagnjić Dol
Jagnjić Dol falu Horvátországban Zágráb megyében. Közigazgatásilag Sveta Nedeljához tartozik.

## Fekvése
Zágráb központjától 16 km-re nyugatra, községközpontjától 2  km-re délre, a Szamobori-hegység és a Szávamenti-síkság találkozásánál fekszik.

## Története
A régészeti leletek tanúsága szerint területén már a római korban emberi település volt. Itt vezetett át az Emonából Sisciába vezető kereskedelmi út, amely mellett Herešinec határában kisebb település alakult ki. Ezen a helyen épületmaradványok, cserépedények, bronz fibulák és a középső császárkorból származó érmék kerültek elő. A legértékesebb lelet az a 3. századból származó Pontius-emlékkő, melynek másolata ma a kerestineci Rimski trg (Római tér) dísze. 1890-ben 119, 1910-ben 167 lakosa volt.
Trianon előtt Zágráb vármegye Szamobori járásához tartozott. 2011-ben a falunak 484 lakosa volt.

## Lakosság
| Lakosság változása | Lakosság változása | Lakosság változása | Lakosság változása | Lakosság változása | Lakosság változása | Lakosság változása | Lakosság változása | Lakosság változása | Lakosság változása | Lakosság változása | Lakosság változása | Lakosság változása | Lakosság változása | Lakosság változása | Lakosság változása |
| ------------------ | ------------------ | ------------------ | ------------------ | ------------------ | ------------------ | ------------------ | ------------------ | ------------------ | ------------------ | ------------------ | ------------------ | ------------------ | ------------------ | ------------------ | ------------------ |
| 1857               | 1869               | 1880               | 1890               | 1900               | 1910               | 1921               | 1931               | 1948               | 1953               | 1961               | 1971               | 1981               | 1991               | 2001               | 2011               |
| 0                  | 0                  | 0                  | 119                | 145                | 167                | 172                | 245                | 241                | 229                | 250                | 286                | 292                | 296                | 454                | 484                |

## Külső hivatkozások
- Sveta Nedelja weboldala
- Sveta Nedelja turisztikai egyesületének honlapja